# ادیدیونگ اودیونگ
ادیدیونگ اودیونگ (انگلیسی: Edidiong Odiong؛ زادهٔ ۱۳ مارس ۱۹۹۷) دونده زن نیجریه‌تبار اهل بحرین است.
وی در مسابقات کشوری و بین‌المللی در مجموع برندهٔ ۱ مدال طلا، ۱ مدال برنز شده‌است.